# Gran Premi de Malàisia del 2001
Resultats del Gran Premi de Malàisia de Fórmula 1 de la temporada 2001, disputat al circuit de Sepang el 18 de març del 2001.

## Resultats
| Pos. | No | Pilot                 | Equip              | Voltes | Temps/ Retirada         | Pos. de sortida | Punts |
| ---- | -- | --------------------- | ------------------ | ------ | ----------------------- | --------------- | ----- |
| 1    | 1  | Michael Schumacher    | Ferrari            | 55     | 1h 47' 35. 1            | 1               | 10    |
| 2    | 2  | Rubens Barrichello    | Ferrari            | 55     | + 23.66 s               | 2               | 6     |
| 3    | 4  | David Coulthard       | McLaren - Mercedes | 55     | + 28.555 s              | 8               | 4     |
| 4    | 11 | Heinz-Harald Frentzen | Jordan - Honda     | 55     | + 46.543 s              | 9               | 3     |
| 5    | 5  | Ralf Schumacher       | Williams - BMW     | 55     | + 48.233 s              | 3               | 2     |
| 6    | 3  | Mika Häkkinen         | McLaren - Mercedes | 55     | + 48.606 s              | 4               | 1     |
| 7    | 14 | Jos Verstappen        | Arrows - Asiatech  | 55     | + 1' 21. 560 min.       | 18              |       |
| 8    | 12 | Jarno Trulli          | Jordan - Honda     | 54     | + 1 Volta               | 5               |       |
| 9    | 22 | Jean Alesi            | Prost - Acer       | 54     | + 1 Volta               | 13              |       |
| 10   | 19 | Luciano Burti         | Jaguar - Cosworth  | 54     | + 1 Volta               | 15              |       |
| 11   | 8  | Jenson Button         | Benetton - Renault | 53     | + 2 Voltes              | 17              |       |
| 12   | 23 | Gastón Mazzacane      | Prost - Acer       | 53     | + 2 Voltes              | 19              |       |
| 13   | 21 | Fernando Alonso       | Minardi - European | 52     | + 3 Voltes              | 21              |       |
| 14   | 20 | Tarso Marques         | Minardi - European | 51     | + 4 Voltes              | 20              |       |
| Ret  | 7  | Giancarlo Fisichella  | Benetton - Renault | 31     | Pressió del combustible | 16              |       |
| Ret  | 10 | Jacques Villeneuve    | BAR - Honda        | 3      | Accident                | 7               |       |
| Ret  | 16 | Nick Heidfeld         | Sauber - Petronas  | 3      | Accident                | 11              |       |
| Ret  | 15 | Enrique Bernoldi      | Arrows - Asiatech  | 3      | Accident                | 22              |       |
| Ret  | 6  | Juan Pablo Montoya    | Williams - BMW     | 3      | Accident                | 6               |       |
| Ret  | 18 | Eddie Irvine          | Jaguar - Cosworth  | 3      | Pèrdua d'aigua          | 12              |       |
| Ret  | 9  | Olivier Panis         | BAR - Honda        | 1      | Pèrdua d'oli            | 10              |       |
| Ret. | 17 | Kimi Räikkönen        | Sauber - Petronas  | 0      | Transmissió             | 14              |       |

## Altres
- Pole: Michael Schumacher 1' 35. 220

- Volta ràpida: Mika Häkkinen 1' 40. 962 (a la volta 48)